# 1970年の鉄道
1970年の鉄道（1970ねんのてつどう）とは、1970年（昭和45年）に起こった鉄道関係の出来事をまとめたページである。
1969年の鉄道 - 1970年の鉄道 - 1971年の鉄道

## 出来事の一覧

### 2月
- 2月1日
  - 日本国有鉄道
    - （路線廃止） 日田彦山線貨物支線 豊前川崎駅 - 第二大任駅間 (1.9 km)
    - （駅廃止）  第二大任駅

  - 西武鉄道
    - （駅昇格・再開業） 武蔵横手駅 ← 武蔵横手信号所（池袋線）
- 2月24日
  - 大阪市営地下鉄（現・大阪市高速電気軌道）
    - （延伸開業）  御堂筋線 江坂駅 - 新大阪駅間 (2.9 km)
    - （新駅開業）  江坂駅、東三国駅

  - 北大阪急行電鉄
    - （新線開業）  南北線・会場線 江坂駅 - 万国博中央口駅間 (9.0 km)
    - （新駅開業）  江坂駅、桃山台駅、（仮）千里中央駅、万国博中央口駅

### 3月
- 3月1日
  - 日本国有鉄道
    - （新線開業）  盛線（現・三陸鉄道南リアス線） 盛駅 - 綾里駅間 (9.1 km)
    - （新駅開業）  陸前赤崎駅、綾里駅

  - 銚子電気鉄道
    - （新駅開業）  西海鹿島駅（鉄道線 笠上黒生駅 - 海鹿島駅間）

  - 近畿日本鉄道
    - （延伸開業）  鳥羽線 五十鈴川駅 - 鳥羽駅間 (11.3 km)
    - （新駅開業）  朝熊駅、池の浦駅
    - （営業再開）  志摩線 鳥羽駅 - 賢島駅間 (24.5 km)（改良工事のため前年12月10日より休止）
    - （駅名改称）  上之郷駅←志摩磯部駅（初代）、志摩磯部駅（2代）←迫間駅（志摩線）
    - （駅名改称）  近鉄名古屋駅←近畿日本名古屋駅、近鉄八田駅←近畿日本八田駅、近鉄蟹江駅←近畿日本蟹江駅、近鉄弥富駅←近畿日本弥富駅、近鉄長島駅←近畿日本長島駅、近鉄富田駅←近畿日本富田駅（名古屋線）
    - （駅名改称）  近鉄四日市駅←近畿日本四日市駅（名古屋線、湯の山線、内部線（現・四日市あすなろう鉄道））
    - （駅名改称）  湯の山温泉駅←湯ノ山駅（湯の山線）
    - （駅名改称）  近鉄八尾駅←近畿日本八尾駅、近鉄下田駅←近畿日本下田駅、青山町駅←阿保駅（大阪線）
    - （駅名改称）  近鉄丹波橋駅←近畿日本丹波橋駅（京都線）
    - （駅名改称）  近鉄奈良駅←近畿日本奈良駅（奈良線）
    - （駅名改称）  橿原神宮前駅←橿原神宮駅駅（南大阪線、吉野線、橿原線）
    - （駅名改称）  近鉄郡山駅←近畿日本郡山駅（橿原線）
    - （駅名改称）  近鉄御所駅←近畿日本御所駅（御所線）
- 3月7日
  - 湘南モノレール
    - （新線開業）  江の島線 大船駅 - 西鎌倉駅間 (4.7 km)
    - （新駅開業）  大船駅、富士見町駅、湘南町屋駅、湘南深沢駅、西鎌倉駅
- 3月8日
  - 京阪神急行電鉄（現・阪急電鉄）
    - （新駅開業）  南茨木駅（京都本線 正雀駅 - 茨木市駅間）
- 3月11日
  - 大阪市営地下鉄
    - （延伸開業） 千日前線 桜川駅 - 谷町九丁目駅 (2.4 km)
    - （駅廃止） 難波元町駅（四つ橋線。難波駅に統合）
- 3月15日
  - 近畿日本鉄道 
    - （新線開業）  難波線 近鉄難波駅（現・大阪難波駅） - 上本町駅（現・大阪上本町駅）間 (2.0 km)
    - （新駅開業）  近鉄難波駅、近鉄日本橋駅
- 3月17日
  - 日本国有鉄道
    - （延伸開業）  根岸線 磯子駅 - 洋光台駅間 (4.6km)
    - （新駅開業）  新杉田駅、洋光台駅
- 3月25日
  - 日本国有鉄道
    - （複線化）  鹿児島本線 川尻駅 - 浜戸川信号場間 (3.4 km)
    - （信号場廃止） 浜戸川信号場（鹿児島本線 川尻駅 - 富合駅間）
- 3月27日
  - 日本国有鉄道
    - （複線化）  予讃線 鬼無駅 - 端岡駅間 (3.4 km)
- 3月31日
  - 名古屋鉄道
    - （駅名改称）  新日鉄前駅←富士製鉄前駅（常滑線）

### 4月
- 4月6日
  - 神戸電鉄
    - （新駅開業）  北鈴蘭台駅（有馬線 鈴蘭台駅 - 山の街駅間）
- 4月10日
  - 日本国有鉄道
    - （新駅開業）  北柏駅（常磐線 柏駅 - 我孫子駅間）
- 4月16日
  - 雄別炭礦（雄別鉄道）
    - （路線廃止） 雄別本線 釧路駅 - 雄別炭山駅間 (44.1 km)
    - （路線廃止） 鶴野線 鶴野駅 - 新富士駅間
    - （駅廃止）  新釧路駅、中園駅、雄鉄昭和駅、北園駅、鶴野駅、北斗駅、山花駅、桜田駅、阿寒駅、古潭駅、新雄別駅、真澄町駅、雄別炭山駅
    - （路線譲渡） 釧路開発埠頭 ← 雄別炭礦 （埠頭線 新富士駅 - 雄別埠頭駅間(2.1km)）
    - （路線廃止） 尺別鉄道線 尺別駅 - 尺別炭山駅間 (10.8 km)
    - （駅廃止）  社尺別駅、八幡前駅、新尺別駅、旭町駅、尺別炭山駅
- 4月28日
  - 西日本鉄道
    - （新駅開業）  新栄町駅 （大牟田線 西鉄銀水駅 - 大牟田駅間）

### 5月
- 5月1日
  - 名古屋鉄道
    - （駅名改称）  新安城駅←今村駅（名古屋本線、西尾線）

  - 伊予鉄道
    - （新駅開業）  牛渕団地前駅（横河原線 梅本駅 - 牛渕駅間）

  - 熊本市交通局
    - （路線廃止） 坪井線 藤崎宮前停留場 - 上熊本駅前停留場 (2.1 km)
    - （駅廃止） 広町停留場、壺井橋停留場、磐根橋停留場、京町口停留場、本妙寺通停留場
    - （路線廃止） 春竹線 辛島町停留場 - 南熊本駅前電停 (1.7 km)
    - （駅廃止）  代継橋停留場、本荘中通停留場、本荘町停留場、春竹町停留場、春竹新道停留場、南熊本駅前電停
- 5月20日
  - 日本国有鉄道
    - （新駅開業）  西湘貨物駅（東海道貨物線 国府津駅 - 鴨宮駅間）
- 5月28日
  - 日本国有鉄道
    - （複線化）  鹿児島本線 小川駅 - 有佐駅間 (5.0 km)

### 6月
- 6月1日
  - 日本国有鉄道
    - （駅名改称）  富士川駅←岩淵駅（東海道本線）
    - （駅名改称）  江津駅←石見江津駅（山陰本線、三江北線（後・三江線））

  - 福島臨海鉄道
    - （新線開業）  小名浜埠頭本線 宮下駅 - 小名浜埠頭駅間 (1.2 km)
    - （新駅開業）  南宮下駅、小名浜埠頭駅
- 6月3日
  - 京王帝都電鉄（現・京王電鉄）
    - （複線化）  京王線 北野駅 - 京王八王子駅間 (1.8 km)
- 6月5日
  - 神戸電鉄
    - （新駅開業）  西鈴蘭台駅（粟生線 鈴蘭台西口駅 - 藍那駅間）
- 6月25日
  - 日本国有鉄道
    - （複線化）  日豊本線 小倉駅 - 三毛門駅間 (48.0 km)

  - 名古屋鉄道
    - （新線開業）  田神線 競輪場前駅 - 田神駅間 (1.4 km)
    - （新駅開業）  市ノ坪駅
- 6月30日
  - 日本国有鉄道
    - （複線化）  奥羽本線 赤岩駅 - 板谷駅間 (6.6 km)

### 7月
- 7月1日
  - 日本国有鉄道
    - （新駅開業）  新中原駅（現・九州工大前駅）（鹿児島本線 小倉駅 - 戸畑駅間）

  - 富山地方鉄道
    - （駅名改称）  五百石駅←立山町駅、有峰口駅←小見駅、立山駅←千寿ヶ原駅（立山線）

  - 立山黒部貫光立山ケーブルカー
    - （駅名改称）  立山駅←千寿ヶ原駅（鋼索線）
- 7月2日
  - 日本国有鉄道
    - （新駅開業）  行川アイランド駅（外房線 上総興津駅 - 安房小湊駅間）
- 7月7日
  - 日本国有鉄道
    - （複線化）  鹿児島本線 有佐駅 - 千丁駅間 (4.1 km)
- 7月10日
  - 日本国有鉄道
    - （複線化）  鹿児島本線 茂頭信号場 - 伊集院駅間
    - （信号場廃止） 茂頭信号場（鹿児島本線）
- 7月20日
  - 出石鉄道
    - （路線廃止） 出石鉄道線 江原駅 - 出石駅 (11.2 km)
    - （駅廃止）  円山川停車場、上ノ郷駅、中筋駅、小坂村駅、島口駅、鳥居駅、出石駅
- 7月21日
  - 鹿島臨海鉄道
    - （新線開業）  鹿島臨港線 北鹿島駅（現・鹿島サッカースタジアム駅） - 奥野谷浜駅間 (19.2 km)
    - （新駅開業）  北鹿島駅、居切駅、神栖駅、神之池駅、知手駅、奥野谷浜駅
- 7月22日
  - 日本国有鉄道
    - （複線化）  鹿児島本線 千丁駅 - 八代駅間 (4.7 km)

### 8月
- 8月1日
  - 静岡鉄道
    - （路線廃止） 駿遠線 新藤枝駅 - 大井川駅 (6.3 km)
    - （駅廃止）  新藤枝駅、高洲駅、大洲駅、上新田駅、大井川駅
- 8月14日
  - 福島臨海鉄道
    - （延伸開業）  小名浜埠頭本線 小名浜埠頭駅 - 東渚駅間 (0.6 km)
    - （新駅開業）  東渚駅
- 8月20日
  - 日本国有鉄道 
    - （新線開業）  鹿島線 香取駅 - 鹿島神宮駅間 (14.2 km)
    - （新駅開業）  十二橋駅、潮来駅、延方駅、鹿島神宮駅

### 9月
- 9月1日
  - 日本国有鉄道
    - （電化） 鹿児島本線 川尻駅 - 鹿児島駅間 (196.6 km・交流20,000 V・60 Hz)
- 9月7日
  - 日本国有鉄道
    - （複線化）  伯備線 豪渓駅 - 美袋駅間 (7.4 km)
    - （駅廃止）  北里仮乗降場 羽幌線（丸松駅 - 更岸駅間）
    - （駅廃止）  西振老仮乗降場 羽幌線（北川口駅 - 振老駅間）
- 9月10日
  - 山形交通
    - （路線廃止） 尾花沢線 大石田駅 - 尾花沢駅 (2.6 km)
    - （駅廃止）  尾花沢駅
- 9月14日
  - 北大阪急行電鉄
    - （延伸開業）  南北線 分岐点 - 千里中央駅間 (0.5 km)
    - （路線廃止）  南北線・会場線 分岐点 - 万国博中央口駅間 (3.6 km)
    - （駅移設）  千里中央駅（本設駅に移動）
    - （駅廃止）  万国博中央口駅

  - 京阪神急行電鉄
    - （駅廃止）  万国博西口駅（千里線 南千里駅 - 北千里駅）
- 9月25日
  - 日本国有鉄道
    - （複線化）  奥羽本線 撫牛子駅 - 川部駅間 (3.6 km)

### 10月
- 10月1日
  - 日本国有鉄道
    - （新線開業）  岡多線（現・愛知環状鉄道線） 岡崎駅 - 北野桝塚駅間 (8.7 km)
    - （新駅開業）  北野桝塚駅

  - 日本国有鉄道（現・土佐くろしお鉄道）
    - （延伸開業）  中村線 土佐佐賀駅 - 中村駅間 (22.2 km)
    - （新駅開業）  土佐白浜駅、有井川駅、土佐上川口駅、浮鞭駅、土佐入野駅、西大方駅、中村駅

  - 日本国有鉄道
    - （駅名改称）  加賀温泉駅←作見駅（北陸本線）

  - 弘前電気鉄道
    - （路線譲渡） 大鰐線 大鰐駅 - 中央弘前駅 (13.9km)（弘南鉄道に譲渡）
    - （駅譲渡） 大鰐駅、宿川原駅、鯖石駅、新石川駅（現・石川駅）、津軽大沢駅、松木平駅、小栗山駅、津軽千年駅（現・千年駅）、西弘前駅（現・弘前学院大前駅）、弘高下駅、中央弘前駅（大鰐線）

  - 弘南鉄道
    - （路線譲受） 大鰐線 弘南大鰐駅 - 中央弘前駅 (13.9km)（弘前電気鉄道から譲受）
    - （駅譲受） 弘南大鰐駅（大鰐駅〈初代〉から改称、現・大鰐駅〈2代〉）、宿川原駅、鯖石駅、新石川駅、津軽大沢駅、松木平駅、小栗山駅、津軽千年駅、西弘前駅、弘高下駅、中央弘前駅（大鰐線）

  - 新潟臨海鉄道
    - （新線開業）  太郎代線 黒山駅 - 藤寄駅間 (2.5 km)
    - （新駅開業）  藤寄駅

  - 一畑電気鉄道（現・一畑電車）
    - （駅名改称）  松江温泉駅（現・松江しんじ湖温泉駅）←北松江駅、平田市駅（現・雲州平田駅（2代））←雲州平田駅（初代）（北松江線）
    - （駅名改称）  出雲大社前駅←大社神門駅（大社線）
- 10月5日
  - 名古屋鉄道
    - （駅廃止）  宮崎口駅（蒲郡線）

### 11月
- 11月1日
  - 日本国有鉄道（現・秋田内陸縦貫鉄道）
    - （新線開業）  角館線（現・秋田内陸線） 松葉駅 - 角館駅間 (19.2 km)
    - （新駅開業）  松葉駅、羽後長戸呂駅、八津駅、西明寺駅、羽後太田駅

  - 日本国有鉄道
    - （路線廃止） 胆振線支線 京極駅 - 脇方駅間 (7.5 km)
    - （駅廃止）  脇方駅

  - 同和鉱業（後・小坂製錬）
    - （新駅開業）  東岱野駅（小坂線 岱野駅 - 雪沢鉱泉駅（後・雪沢温泉駅）)
- 11月5日
  - 日本国有鉄道
    - （複線化）  奥羽本線 陣場駅 - 津軽湯の沢駅間 (5.8 km)
- 11月20日
  - 西武鉄道
    - （駅昇格） 小手指駅 ← 小手指ヶ原信号所（池袋線）

  - 京浜急行電鉄
    - （路線廃止）  大師線 小島新田駅 - 塩浜駅間 (1.2 km)
    - （駅廃止）  塩浜駅

### 12月
- 12月1日
  - 日本国有鉄道
    - （新駅開業）  八戸貨物駅 東北本線（現・青い森鉄道線）（八戸駅 - 陸奥市川駅間）
    - （路線廃止） 根北線 斜里駅（現・知床斜里駅） - 越川駅間 (12.8 km)
    - （駅廃止）  以久科駅、西二線仮乗降場、下越川駅、十四号仮乗降場、十六号仮乗降場、越川駅
- 12月10日
  - 名古屋市営地下鉄
    - （新駅開業）  上社駅（東山線 一社駅 - 本郷駅間）
- 12月20日
  - 東武鉄道
    - （駅名改称）  和光市駅←大和町駅（東上本線）

  - 筑豊電気鉄道
    - （新駅開業）  今池駅 （鉄道線 森下駅 - 永犬丸駅間）

## 主なダイヤ改正
- 5月25日
  - 名古屋鉄道
- 6月25日
  - 名古屋鉄道
- 7月15日
  - 名古屋鉄道
- 10月1日
  - 日本国有鉄道
- 11月20日
  - 西武鉄道
- 11月24日
  - 名古屋鉄道
- 12月10日
  - 近畿日本鉄道
- 12月25日
  - 名古屋鉄道

## 鉄道車両

### 新系列・新形式
- 日本国有鉄道
  - DE50形ディーゼル機関車
  - 591系電車
  - クモハ591形電車
  - クモヤ440形電車
  - クモヤ740形電車
  - キヤ92形気動車
  - ワサフ8000形客車
  - ワキ8000形客車
  - コキ9200形貨車
  - チキ910形貨車
  - チキ4900形貨車
  - トキ23800形貨車
  - ヤ390形貨車
  - ヤ395形貨車
  - タム9400形貨車
  - タサ6100形貨車
  - タキ17600形貨車
  - タキ18300形貨車
  - タキ18400形貨車
  - タキ18500形貨車
  - タキ18600形貨車
  - タキ18700形貨車
  - タキ18800形貨車
  - タキ18900形貨車
  - タキ19500形貨車
  - タキ19600形貨車
  - タキ19700形貨車
  - タキ20100形貨車
  - タキ20300形貨車
  - タキ20400形貨車
  - タキ20500形貨車
  - ホキ2800形貨車
  - ホキ9500形貨車
- 札幌市交通局
  - 720形電車
  - 1000形電車
  - 2000形電車
- 八戸臨海鉄道
  - DD56形ディーゼル機関車
- 鹿島臨海鉄道
  - KRD形ディーゼル機関車
- 東武鉄道
  - ED5080形電気機関車
- 相模鉄道
  - 2100系電車
  - 6000系電車
- 湘南モノレール
  - 300形電車
- 樽見鉄道
  - オハ1000形客車
  - スハフ1100形客車
- 名古屋鉄道
  - モ600形電車
- 近畿日本鉄道
  - 2600系電車
- 阪急電鉄
  - 5200系電車
- 阪神電気鉄道
  - 7001・7101形電車
- 南海電気鉄道
  - 6100系電車
- 京阪電気鉄道
  - 5000系電車
- 大阪府都市開発（現・泉北高速鉄道）
  - 100系電車
- 中華人民共和国鉄道部（現・中国国家鉄路集団）
  - 北京3型ディーゼル機関車
- インド鉄道
  - WAM4形電気機関車
- ヴェンゲルンアルプ鉄道
  - BDhe4/4 119-124形電車
- 西ドイツ国鉄
  - 210型ディーゼル機関車
- チェコスロバキア国鉄
  - タトラR1電車

### 消滅形式
- 日本国有鉄道
  - タ1850形貨車
  - タ10900形貨車
  - タラ700形貨車
  - タサ1200形貨車
  - タサ1900形貨車
  - タキ500形貨車
  - クム3000形貨車

### 受賞
- 第13回ブルーリボン賞 - 西武鉄道 5000系電車
- 第10回ローレル賞 - 大阪市交通局（現・大阪市高速電気軌道） 60系電車